# Sergei Sviatchenko
Sergei Sviatchenko (født 7. oktober i 1952 i Kharkiv, Ukraine) dansk - ukrainsk arkitekt, kunstner, fotograf og kurator. Han er repræsentant for den nye ukrainske bølge (en), der opstod i Ukraine op igennem 1980'erne. Han har været bosat i Danmark siden 1990. Initiativtager og kreativ direktør for Less Festival of Collage, Viborg og Just A Few Works.
Sviatchenko er søn af arkitekten Evgenij Sviatchenko (1924-2004), der var professor i arkitektur og medlem af det ukrainske arkitekturakademi, og ingeniør Ninel Sviatchenko (1926-2000). I 1975 afsluttede Sergei Sviatchenko sin arkitektuddannelse fra Kharkov National University of Construction and Architecture. Sergei Sviatchenko er især orienteret mod arkitekturens moderne udtryk herunder konstruktivismen og den samtidige europæiske Bauhaus – bevægelse. "Arkitekturen er derfor også et gennemgående element i Sviatchenkos kunst...flader og perspektiver dekonstrueres og sammensættes på ny". I sin studietid blev Sviatchenko gennem sin lærer, professor Viktor Antonov, introduceret for filminstruktøren Andrej Tarkovskij, og især dennes film Zerkalo ("Spejlet") fra 1974, udgør et tematisk spor i Sviatchenkos senere collage-kunst. "Den russiske filminstruktør Andrei Tarkovsky (1932-1986) brugte ofte drømmescener og spejle som måder at bringe refleksion ind i handlingen i sine film. Samme teknik gør sig gældende hos Sviatchenko, når han afslører en detalje, en abstraktion eller en sammenhæng af former og lader det være op til beskueren at danne en sammenhæng i værket."
Efter at have arbejdet som arkitekt i en række tegnestuer i Kharkov indtil 1983 flyttede Sviatchenko til Kiev, hvor han i 1986 afsluttede sin ph.d. afhandling ved Kiev National University of Construction and Architecture med titlen "Midler til visuel information i arkitektur."
I 1980'erne blev han en af grundlæggerne af Soviart Center for Contemporary Art (Soviart) i Kiev og medarrangør og kurator af de første ukrainske udstillinger af samtidskunst "Kiev-Tallinn" på Kiev Polyteknisk Institut (1987), "Kiev-Kaunas" (1988), den første fælles udstilling af sovjetiske og amerikanske kunstnere "Create World together" (1988) og kuraterede de første ukrainske udstillinger i Danmark: "21 opfattelser. Unge samtidige ukrainske kunstnere” (1989), "Ukrainsk kunst 1960-80" (1990), “ 7 + 7 ”, der var den første fælles udstilling af sovjetiske og danske kunstnere (1990) og “Flash. En ny generation af ukrainsk kunst "(1990).
I 1989 kom Sviatchenko til Danmark. Han var inviteret af Odense Kommune i forbindelse med en kunstudstilling i Odense og blev i landet. Han var først gæstelærer i tre måneder på Herning Højskole og derefter gæstelærer på Viborg Gymnastikhøjskole. Hans hustru Helena Sviatchenko og sønnen Philip sluttede sig hurtigt til ham i Danmark, hvor han har boet siden. I 1990 begyndte han at deltage i solo- og gruppeudstillinger.

## Uddannelse
Han er uddannet ved Kharkov National University of Construction and Architecture i 1975 og fik i 1986 en ph.d. fra National University of Construction and Architecture i Kiev.

## Karriere
1975 - 1983 arbejdede Sviatchenko som arkitekt i en række tegnestuer i Kharkov.
1983 -1986 tog han eksamen fra kandidatstudiet ved Kiev National University of Construction and Architecture efter at have skrevet ph.d. afhandlingen "Midler til visuel information i arkitektur." 
I 1986 blev Sviatchenko inviteret til at arbejde som kunstredaktør for ungdomsbladet "Ranok" ("Morgen") i Kiev. Han blev i 1988 en af grundlæggerne af Sovjetunionens første center for samtidskunst "Soviart " i Kiev og centrets første art director og kurator.
I sidste halvdel af 80'erne opstod "den nye ukrainske bølge (en)" - en bevægelse i ukrainsk billedkunst, hvis medlemmer afviste begrænsninger i censuren og skabte nye æstetiske principper med deres insisteren på retten til deres eget valg af kunstnerisk metode. Sergei Sviatchenko var én af deltagerne i denne Perestrojkaskabte bevægelse i Kiev.
Sviatchenko har udført en række monumentale kunstværker bl.a. i Nokias hovedkontor i København (nu Aalborg Universitet), på uddannelsesinstitutionen Tradium i Randers, i Jyske Banks hovedkontor i Silkeborg, Holstebro Sygehus, Skjern kirke, Poul Due Jensen Akademi (Grundfos, Bjerringbro), hos Nykredit, Kraftvarmeværket, Viborg, FC Midtjyllands klubhus Dream99 og KunstCentret Silkeborg Bad.
Medlem af Billedkunstnernes Forbund (BKF) og Arkitekternes Landsforbund i Ukraine. 
I 2007 blev Sergei Sviatchenko vinder af International Yellow Pencil Award/ London (D&AD). 
Æresmedlem og professor ved Ukrainian Academy of Architecture i 2022 og Foreign Member of the National Academy of Arts of Ukraine 2023.
Hædrende omtale IPA 2023 i kategorien Fine Art Collage for serien The Faces of the War

## Senko Studio
I begyndelsen af 2000'erne åbnede Sviatchenko et non - profit udstillingsrum Senko-Studio i Viborg. Galleriets navn udgør de to første og de sidste tre bogstaver i henh. fornavnet og efternavnet til Sergei Sviatchenko. Internationalt anerkendte kunstnere fra flere forskellige lande deltog i galleriets udstillingsaktiviteter.
Galleriet blev i en årrække et eksperimentområde for unge kunstnere, der arbejdede i forskellige medier, samtidig med at allerede anerkendte designere kunne vise deres værker, der var skabt specielt til fremvisning i Senko Studio.
Igennem 7 år var Senko Studio vært for 72 udstillinger af samtidskunst.

## Collage
Sviatchenko begyndte i begyndelsen af 1980'erne at arbejde med collagen. Sviatchenkos collager indeholder både realistiske og surrealistiske elementer, der refererer til både noget genkendeligt og noget ubevidst. Hensigten er at skabe en kunstnerisk effekt, der med kunstnerens eget udtryk skal fremkalde en "æstetisk refleksion og overraskelse" hos beskueren. "Sviatchenko er meget bevidst om LESS-princippets virkemiddel og benævner det selv som værkets "æstetiske overraskelse". 
Sergei Sviatchenkos collager er bl.a. skabt under indflydelse af de klassiske repræsentanter for den historiske avantgarde. Især inspireret af konstruktivismens avantgarde og Bauhaus-bevægelsen ses i Sviatchenkos kunstneriske udtryk en forbindelse mellem arkitektur, fotomontage, scenografi, dekoration, designløsninger og tøjstil. Inspiration fra kubismen, dadaismen og surrealismen er desuden et træk ved Sviatchenkos collager.
Kompositionen i Sviatchenkos collager er ofte kendetegnet af en lodret-vandret struktur, som ligeledes kan genfindes i mange af hans malerier og fotografier. "Linjen som grundelement i kunstnerisk formidling og spatial tænkning har Sviatchenko benyttet i flere udstillinger...Også i serien YOU i 2016 og 2017 i Viborg Kunsthal er de horisontale og vertikale linjer benyttet som grundide inden for medierne maleri, foto, collage, film og tekstil". Collagerne indeholder et fåtal af elementer, som består af fragmenter af menneskelige figurer, bygninger eller genkendelige objekter, som kombineres i en ny skulpturel form.
I Sviatchenkos collager spiller inspirationen fra kultfilmen ”The Mirror” af Andrei Tarkovsky (1932-1986) en central rolle. En række værker af Sviatchenko er dedikeret filmen "Mirror". De af Sviatchenkos collager, der er blevet skabt med ”Mirror”-serien, er udført på basis af filmstrimler fra den originale film.
Sammen med den japansk-engelske kunstner Noriko Okaku skabte Sergei Sviatchenko kortfilmen ”Mirror to Mirror”, som er dedikeret filmen ”The Mirror”. Filmen vandt førstepræmien på den internationale festival i Luca (Italien) i 2013.
Collager af Sviatchenko er blevet vist på udstillinger i Danmark, Tyskland, Polen, Belgien, Italien, Østrig, Frankrig, England, Canada, USA. Hans collager er bragt i magasiner som Dazed & Confused, AnOther, Kilimanjaro, Varoom, Elephant, Rojo, Viewpoint, Blueprint, DAMn, Euroman, LOFFICIEL, Stilletto, Arena, Neon, Free & Easy og mange andre.

### Less - Collage
Begrebet Less - collage opstod i 2000'erne som en tendens inden for moderne konceptuel collage og blev første gang introduceret af Sergei Sviatchenko i 2004. Less - collage opstod som en reaktion på de mere fragmenterede kompositioner i klassiske og moderne collager. Det særlige ved Sviatchenkos Less - collager er antallet af elementer, som er minimeret til to eller maksimalt tre. 
Et yderligere træk ved ”Less – collage” er fraværet af en præcis geografi og historik. Elementerne er oftest frigjort fra deres oprindelige virkelighed og historiske kontekst og skaber i stedet et nyt fortolkningsrum, som beskueren kan spejle sig i. "Ofte kan Sviatchenko frigøre motivet fra en narrativ og geografisk sammenhæng og gøre de ellers genkendelige elementer drømmeagtige eller surrealistiske". 

## Maleri
Sviatchenkos tidligste billedideer blev stilistisk formet i hans malerier i slutningen af 1990. Den oprindelige ide blev udført i en række malerier, der første gang blev vist på udstillingen "Ukrainsk kunst 60-80'erne", der åbnede i 1990 i Kiev, og derefter i Fyns Kunstmuseum i Odense.
Det centrale værk fra denne serie blev kaldt ”Joy Beyond the Mountains” (1989), som var inspireret af malerne fra den såkaldte Peredvisjniki-sammenslutning (”Vandrerne” 1870-1923). 
I 1990'erne fortsatte Sviatchenko med at arbejde i denne stil efter at have bosat sig i Danmark. I de tidligste værker omfattede malerierne i denne serie også korte tekster samt heraldiske symboler og ornamenter. Sviatchenko fremviste denne tidlige serie i fuldt omfang på FIAC – kunstmessen i Paris i 1994 hos Galleri NORD (Randers, Danmark). Den stil, Sviatchenko er blevet mest kendt for, er især kendetegnet ved en abstrakt ekspressionisme ofte med stemning, der viser hen til kunstnerens optagethed af katarsis - temaet. I mange malerier indgår desuden linjer og skitseringer af arkitektoniske figurerer. I de seneste år er hans malerier blevet mere ekspressive og vilde og mere spontane som collagerne. En kombination af maleri og collage er blevet mere udbredt. Det kommer bl.a. til udtryk i malerierne fra serierne "First Snow in Bauhaus" (2020) , "All This and more" (2022) og "I AM REAL" (2023)

## Close Up And Private
I 2009 begyndte Sviatchenko arbejdet med projektet Close Up And Private (CUAP.) Webstedet startede som et kunstnerisk fotoprojekt centreret omkring detaljerne i en mands garderobe, hans personlige udtryk og stil.
"Close Up And Private”" bringer modefotografiet ind i en kunstnerisk ramme mod en mere abstrakt forståelse, som ser stil og mode som elementer i en ny æstetik.
Close Up And Private har samarbejdet med mærker som Costume National, Gant Rugger, Dickies, Mismo, Jack & Jones by Premium [10], Harris Tweed, AN IVY, S.T. VALENTIN og andre, der skaber nye kunstneriske fortolkninger og designs.
Ifølge en meningsmåling foretaget af magasinet EUROMAN er Sviatchenko flere gange blevet anerkendt som “Bedst klædte mand i Danmark” i 2010, 2014 og 2019 .

## Billedgalleri

### "You", Retrospektiv udstilling,Viborg Kunsthal, 2017
| - Fra udstillingen 'You' - Fra "You", Viborg Kunsthal, 2017 - Fra "You", Viborg Kunsthal, 2017 - Fra "You", Viborg Kunsthal, 2017 - Fra "You", Viborg Kunsthal, 2017 - Fra "You", Viborg Kunsthal, 2017 |

### ”Nattergalen” – scenografi og kostumedesign for Dansk Danseteater
- Kostumer
- Scenografi og kostumer
- Scenografi
- Scenografi
- Scenografi
- Scenografi
- Kostume - detalje
- Plakat til forestillingen Nattergalen

### "Better than the Moon",FredericiaKunstforening, 2020
| - Fra udstillingen 'Better than the Moon' - Fra "Better than the Moon", Fredericia Kunstforening, 2020 - Fra "Better than the Moon", Fredericia Kunstforening, 2020 - Fra "Better than the Moon", Fredericia Kunstforening, 2020 - Fra "Better than the Moon", Fredericia Kunstforening, 2020 |

## Udstillinger

### Udvalgte soloudstillinger
- 2024 HOPE - skulptur i bronze, KunstCentret Silkeborg Bad, Danmark
- 2024 Kharkiv. Riders of Hope, KunstCentret Silkeborg Bad, Skulpturpark, Danmark.
- 2023 Magical Island is falling in the fall, maleri, collage, Galerie Stephan Marquardt, Brussels.
- 2022 Alt dette i en by/All This in a Town, A Tribute to the Town, Viborg Rådhus, Danmark.
- 2022 Emotional Rescue - collage, installation, KunstCentret Silkebord Bad, Skovhuset, Danmark
- 2022 X The Old Vinyl Factory, Hayes, England
- 2021 Better than the Moon, Fredericia Kunstforening, Fredericia, Danmark
- 2019 Dream Machine, Homage to Interbau 57, Hansa Center og Den danske ambassade, Berlin
- 2019 WE, collage, foto, maleri, Galerie Didier Devillez, Stephan Marquardt & Gallery, Brussels, Belgium
- 2018 Nature Matter, kurateret af Faye Dawling, KunstCentret Silkeborg Bad, Danmark
- 2018 End of Spring, Kyiv Art Week, Ukraine
- 2018 Artist Take af Sergei Sviatchenko for Magasin du Nord», København
- 2017 You, Retrospective, kurateret af Helene Nyborg Bay, Kunsthal Viborg, Danmark
- 2016 Secretly, installation ved MQ Fore Court, Wien
- 2015 Collages, Augustiana Kunstpark og Kunsthal, Danmark
- 2013 For Light and Memory, Gestalten Space, Berlin
- 2012 Mirror by Mirror, Homage to Andrei Tarkovsky, photocollage, installation, Riga Film Museum, Riga, Letland
- 2009 Mirror by Mirror, Homage to Andrei Tarkovsky, photocollage, installation, West Cork Arts Centre, Cork, Irland
- Mirror by Mirror, Homage to Andrei Tarkovsky, photocollage, installation, Gallery Photo Edition Berlin, Berlin.
- Broken Images, Liaison Controverse, Düsseldorf.
- The Shape of White, Visual Studies Workshop, Rochester NY, USA
- 2008 The Trip, Homage to the Psychedelic era, collage installation, ROJO artspace, Barcelona.
- 2006 You are Not the Only One, installation, video, fotografi, Filosofgangen, Odense, Danmark
- 2000 Katarsis, installation, video, fotografi, Aarhus School of Architecture, Aarhus, Danmark
- Time, Galleri Brænderigården, Viborg, Danmark
- Mixed Landscape, installation, video, fotografi, Nielsen & Holm-Møller Museet, Holstebro, Danmark
- 1995 Works, Galerie Egelund, København, Danmark
- 1994 The Wind, Gallery Nord, Danmark
- FIAC (International Art Fair), Gallery Nord, Paris.
- 1992 Galerie Egelund, København, Danmark
- 1991 Celebration, Gallery Nord, Randers, Danmark
- 1991 Gallery Thea Fisher-Reinhardt, Berlin.
- 1986 Institute of Design, Kyiv, Ukraine.

### Gruppeudstillinger
- 2024 Collided, LESS-Triennale of Contemporary Collage, Skovgaard Museet, Viborg.
- 2024 Imagine Definite Circles, samarbejde med Cartier, The West Bund Art Center, Shanghai.
- 2023 People Live Here, Udenrigsministeriet i Ukraine, Kyiv.
- 2023 Black And White, The National Academy of Arts of Ukraine, Kyiv.
- 2023 Home Beyond the Dawn, The Museo de las Artes (MUSA), Guadalajara, Mexico.
- 2023 Ukrainian Collage, Kyiv Art Gallery, Kiev.
- 2023 Art Without Borders, Auktion til støtte for the National Academy of Arts of Ukraine, the Natalia Cola Foundation, London.
- 2022 ART WAR, fra serien Absence (2022), Biruchiy, Warszawa.
- 2022 Unfolding Landscapes. Landscape and poetics in contemporary Ukrainian Art, Stiftung Kunst(Zeug)Haus, Rapperswil-Jona, Schweiz.
- 2022 Unfolding Landscapes. Landscape and poetics in contemporary Ukrainian Art, The Royal Museum of Art and History, Brussels.
- 2022 Unfolding Landscapes. Landscape and poetics in contemporary Ukrainian Art, KunstCentret Silkeborg Bad, Silkeborg, Danmark.
- 2020 Less Festival for Contemporary Collage, Gentle Melody for Nature — Homage for P.C. Skovgaard, Viborg, Danmark
- 2019 You Know My Name, Photo Kyiv Fair, Kyiv, Ukraine
- 2017 Face and Identity, Kunstcenter Silkeborg Bad, Danmark
- Meta-Matter, kurateret af Faye Dawling, Karst, Plymouth, UK
- 2016 Detached, Now and tomorrow, EIKON galleri MQ, Wien
- 2010 21st International Poster and Graphic Design Festival, Chaumont, Frankrig
- 2009 The Shape of White, Visual Studies Workshop, Rochester NY, USA
- 2008 Ink 01, International Illustration Rally, Fundación Bilbao Arte Fundazioa, Bilbao,
- Rojo Out, Reina Sofia Contemporary Art Museum, Madrid.
- 2005 Playface, collage installation, Trevi Flash Art Museum, Italien.
- Display, collage installation, Kforumvienna, Wien.
- Plotarteurope, Museo laboratorio di arte contemporanea, Rom.
- 2000 Art 2000, Berkeley Square Gallery, London, UK
- 1999 Art Miami, Galerie Egelund, Miami, USA
- 1998 Artissima, Galerie Egelund, Turin, Italien.
- 1996 Galerie Protée, Paris.
- Art Cologne, Galerie Egelund, Köln, Germany
- 1995 Kunstrai Art Fair Kunsthandel Frans Jacob, Amsterdam.
- 1993 FIAC (International Art Fair), Gallery Nord, Paris.
- 1990 Flash — New Ukrainian Art, House of Architects, Kyiv, Ukraine.
- Three Generations of Ukrainian Paintings: 1960s-1980s, Kyiv, Danmark
- 1989 Кyiv — Kaunas exhibition of contemporary Ukrainian art, Kyiv
- 1989 The 1st Soviet-American Exhibition, Kyiv, Kharkov ,Tbilisi.